# MADE IN BS JAPAN
『MADE IN BS JAPAN』（メイド・イン・ビーエス・ジャパン）は、2010年10月4日からBSジャパンで平日に放送されていた情報・ワイドショー番組。日替わりでアジア各地（韓国・台湾・香港・日本）のエンタテインメント情報を発信している。

## 番組概要
BSジャパンが2010年に開局10周年を迎えて、同年4月からキャッチコピーとして採用したMADE IN BS JAPANを番組タイトルで使用している。BSジャパンとテレビ東京が共同制作をしており、テレビ東京本社（東京都港区虎ノ門）1階にある「7スタ」から生放送されていた。ZE:AやSHU-I、大国男児といった韓国のグループがスペシャルMCとしてレギュラー出演しているのもこの番組の特徴である。
2010年9月までの平日18時・19時台は、テレビ東京系列のアニメやバラエティ番組などが放送されたが、10月改編でスタートした帯番組である。番組開始に伴い大幅な放送時間移動・終了が発生した。
また、番組は18:50から55分間は『アジアンマルシェ』として韓国ドラマ・台湾ドラマなどを放送するため、番組は1度中断する（詳細は後述）。
2011年10月5日からは放送時間を1時間に短縮の上、タイトルも「MADE IN BS JAPANアジア♥スキ」とし、うじきつよしが新たにMC陣に加わることになった。『アジアンマルシェ』の枠も事実上本番組から分離され、単独の放送枠となった。
2012年3月30日で放送終了となり、後番組は月-木曜日は「韓ドラ」、金曜日は本番組から発展させた韓流情報番組として「Premium Korea 韓流ファクトリー」（2012年4月6日開始）が放送される。
本番組終了後、7スタから放送されるBSの後継番組は「NIKKEI×BS LIVE 7PM」（月-金曜日19:00）が放送されている。

## 放送時間
2010年10月4日-2011年9月30日まで
- 月曜日 - 金曜日 18:00 - 19:55（JST）
  - MADE IN BS JAPAN：18:00 - 18:50、19:45 - 19:55
  - アジアンマルシェ：18:50 - 19:45（番組表などでは別番組であるが、放送枠としては内包番組として扱っている）

※2011年7月1日（金曜）放送分は「プレミア音楽祭〜頑張ろう!にっぽんの歌〜」をテレビ東京系列地上波と同時放送するため18:55までの放送となり、「アジアンマルシェ」の枠が休止となった。
※プロ野球中継・全力闘球があるときは番組自体全面休止となる。初めての本番組全面休止事例は2011年7月5日（火曜）のプロ野球中継「中日vs阪神」の中継だった（テレビ愛知からの裏送りによりテレビ東京へネット受けし、BSジャパン単独で放送）。　
2011年10月5日-2012年3月30日まで
- 月曜日 - 金曜日 18:00 - 18:55（JST）

※2011年10月17日〜20日放送分は「土曜スペシャル」のレギュラー企画である「ローカル路線バス乗り継ぎの旅」の集中放送（第1弾〜4弾）を、10月21日放送分は「美空ひばり23回忌SP "私は決してあきらめない" あの名曲と闘病150日」（テレビ東京系列で2011年9月30日に放送されたもの）を、12月5日～9日放送分はテレビ東京系列で2003年1月2日に放送された新春ワイド時代劇「忠臣蔵〜決断の時」（5回分に分割）をそれぞれ放送するため番組自体休止（放送時間が19:55までのため「アジアンマルシェ」枠も休止。18:55から放送される月〜木曜日「アナラボJ」と金曜日の「Beeミュージアム〜ミツバチのいる風景〜」はそれぞれ19:55からの放送に変更）　

## 終了時点での出演者

### 司会
- うじきつよし（2011年10月5日-）
- 前田真理子（テレビ東京アナウンサー。番組開始当初から担当）

### その他
コメンテーター
- 古家正亨（韓タメナビゲーター、水曜日。2011年9月までは水曜日レギュラーとして出演。但し、スケジュールの都合によっては出演しない週もあるが、この場合は別のコメンテーターが登場する。まれに水曜日以外の日でも出演する場合があった。後継番組の「Premium Korea 韓流ファクトリー」にもナビゲーターとして出演する）
- 品田英雄（「日経エンタテイメント」発行人、木曜日）

ナレーション
- 関口伸
- 鈴木まどか

ナレーション（「MADE IN BS JAPANアジア♥スキ」）
- 田丸楓
- 水原英里 -後継番組の「Premium Korea 韓流ファクトリー」でも引き続き担当。
- 洪英姫
- 野引香里 -後継番組の「Premium Korea 韓流ファクトリー」でも引き続き担当。
- 菅谷弥生
- 小倉勝茂
- 佐藤アサト

## 過去の出演者（終了時点以外）
月曜日
- SHU-I（2011年1月 - 9月、隔週出演）
- ZE:A（隔週出演、2011年1月から）
- コン・テユ（2011年4月 - 9月）
- ヒョンギ（韓国芸能アナリスト）
- yumi（韓流ナビゲーター）
- 森田京之介（テレビ東京アナウンサー）

火曜日
- アジアン（2010年10月 - 2011年3月）
- 北陽（2011年4月 - 9月）
- DIAMOND☆DOGS（2011年4月 - 9月）
- 小島秀公（テレビ東京アナウンサー）

水曜日
- U-Kiss（2010年10月 - 12月）
- 大国男児（2010年12月までは月曜日レギュラー）
- SM☆SH
- MBLAQ

木曜日
- 純烈（2010年10月 - 2011年3月）
- PureBoys（2011年4月 - 9月）
- 小椋ケンイチ（2010年10月 - 2011年9月）

金曜日
- 豊崎由美（2010年10月 - ）
- 安藤モモ子（2010年10月 - ）

## 曜日別テーマ
- 月曜日：韓国
- 火曜日：香港
- 水曜日：韓国エンターテイメント
- 木曜日：台湾
- 金曜日：アジアンカルチャー

## スタッフ
- 月曜日：プロデューサー：田畑美路子（2011年6月まで）岩尾 庄一郎（テレビ東京）
- 火曜日：プロデューサー:岩田牧子
- 水曜日：プロデューサー：田畑美路子（2011年6月まで）岩尾 庄一郎（テレビ東京）
- 木曜日：プロデューサー:岩田牧子
- 金曜日：

## アジアンマルシェ
『アジアンマルシェ』では、現在韓国ドラマ、台湾ドラマ、韓国のテレビ番組を各曜日別に放送している。前述の通り、『MADE IN BS JAPAN』では同一の番組（インサート番組）として扱われている。2011年10月5日からは『アジアンマルシェ』が単独の番組枠となっていた。
終了時点
- 月・火曜日：韓ドラ ドリームハイ（韓国）
- 水曜日：ミュージックバンク（韓国）
- 木曜日：華流パラダイス 泡沫の夏（台湾）
- 金曜日：韓ドラ 逃亡者 PLAN B（韓国）

過去
- 月曜日：リュ・シウォンの味VS味2（韓国・SBS）
- 月曜日：韓国スター発掘オーディション SUPER STAR K3（韓国）
- 月曜日：韓ドラ スペシャル（韓国）
- 月・火曜日：チュノ〜推奴〜（韓国）
- 月・火曜日：トキメキ☆成均館スキャンダル（韓国）
- 火曜日：ごめん、愛してる（韓国）
- 火曜日：韓ドラ スタイル（韓国）
- 水曜日：M countdown（韓国）
- 木曜日：華流パラダイス スターな彼（台湾）
- 木曜日：華流パラダイス 恋のめまい愛の傷（台湾）
- 木曜日：華流パラダイス 君には絶対恋してない!〜Down with Love（台湾）
- 金曜日：韓ドラ パスタ〜恋が出来るまで〜（韓国・MBC）
- 金曜日：韓ドラ プラハの恋人（韓国）
- 金曜日：韓ドラ 愛の選択〜産婦人科の女医（韓国）